# حسن حافظ
حسن حافظ (4 يوليو 1936 - 7 يونيو 2018) هو مخرج مصري.

## حياته ونشأته
ولد عام 1936، حصل على ليسانس الآداب، قسم اللغة الانجليزية جامعة القاهرة عام 1961، والتحق بالعمل في التليفزيون، ثم حصل على دبلوم دراسات عليا في المعهد العالي للسينما قسم إخراج، وعمل مساعد مخرج مع العديد من المخرجين منهم (عادل صادق، محمد نبيه، منير التوني)، ومن أفلامه (فيفا زلاطا، يمهل ولا يهمل، من قتل نفسا).

## أعماله[3]

### إخراج
طعمية بالكافيار
2005 - مسلسل - سيت كوم
مخرج
الأحلام البعيدة
2002 - مسلسل
مخرج
أين ولدي
2002 - مسلسل
مخرج
أسوار الظلم
2001 - مسلسل
مخرج
الحقيقة الغائبة
2000 - مسلسل
مخرج
والله ما أنا ساكت
2000 - مسلسل
مخرج
لعبة كل يوم
1999 - مسلسل
مخرج
سعيكم مشكور
1998 - مسلسل
مخرج
زواج بدون إزعاج
1997 - مسلسل
مخرج
المخبر العلني
1996 - سهرة تليفزيونية
مخرج
حكايات من حارتنا
1995 - مسلسل
مخرج
أحلام العنكبوت
1994 - مسلسل
مخرج
حلال المشاكل
1994 - سهرة تليفزيونية
مخرج
الصديقان
1993 - فيلم
مخرج
جمعة في مهب الريح
1992 - مسلسل
مخرج
كارت أصفر
1992 - مسلسل
مخرج
ولا زال الوقت لدينا
1991 - مسلسل
مخرج
معجم أسماء العرب
1990 - مسلسل - فوازير
مخرج
جواز في السر
1988 - فيلم
مخرج
القرار الصعب
1987 - سهرة تليفزيونية
مخرج
الأبناء
1985 - مسلسل
مخرج
تحت السطح الهادي
1985 - فيلم
مخرج
شنجوب والفك المفترس
1980 - مسلسل
مخرج
يمهل ولا يهمل
1979 - فيلم
مخرج
أغنية الحب والموت
1978 - فيلم
مخرج
الأصابع الرهيبة
1978 - مسلسل
مخرج
الأفعى
1977 - مسلسل
مخرج
الوليد والعذراء
1977 - فيلم
مخرج
سري جداً
1977 - فيلم
مساعد مخرج
فيفا زلاطا
1976 - فيلم
مخرج
امرأة في مهب الريح
1974 - فيلم
مخرج
صبيحة
1971 - فيلم
مخرج
الكدابين الثلاثة
1970 - فيلم
مخرج مساعد
متاعب المهنة
1970 - مسلسل
مخرج مساعد
القط الأسود
1964 - مسلسل
مخرج مساعد
الجعران
0 - سهرة تليفزيونية
مخرج
كفر الجنون
0 - سهرة تليفزيونية
مخرج

### تأليف
معجم أسماء العرب
1990 - مسلسل - فوازير
قصة وسيناريو
القرار الصعب
1987 - سهرة تليفزيونية
مؤلف

### تمثيل
غالية
0 - مسلسل